# Настас Петровић
Настас Петровић (Чачак, 5. новембар 1867 — Београд, 22. фебруар 1933) био је српски политичар. Обављао је функцију министра унутрашњих послова и члана Народне радикалне странке.

## Биографија
Рођен је 1867. године у Чачку, где је завршио основну школу и нижу гимназију, а Вишу гимназију и Филозофски факултет завршио је у Београду.
По завршетку Велике школе 1892. године, постављен је за професора реалне гимназије у Ужицу, али је због радикалних политичких ставова отпуштен из државне службе и провео је неко време у притвору. Затим је од 1900. године радио као професор Мушке Учитељске школе у Јагодини. Као омладинац учествовао је у свим слободоумним омладинским покретима, као присталица идеја Светозара Марковића. Био је као гимназијалац председник ђачке дружине Нада, а као студент председник друштва Побратимство. Касније је постао члан Народне радикалне странке. Уређивао је лист „Народни покрет“ у Јагодини, а сарађивао је и са другим радикалским политичким гласилима. Био је председник Српског новинарског удружења 1907. године, а дуже време и председник Удружења општинских деловођа.

### Политичка каријера
Настас је био један од најсмелијих и најборбенијих радикалских говорника. Истицао се снагом темперамента, говорничким даром, те доследношћу у уверењима а његова каријера није била бурна. Први пут је изабран за народног посланика 22.7.1901. године, и од тада је, осим у периоду од септембра 1903. до јула 1905. године, био непрекидно биран све до 1925. године. Важио је за једног од најгласнијих и најборбенијих говорника у Народној скупштини. У Радикалној странци био је први секретар Главног одбора до јула 1924. године. Учествовао је у раду Народне скупштине на Крфу за време Првог светског рата. Крајем 1915. године организује дисидентску радикалну групу која се супротстављала Пашићу и одвојила од странке. После рата, заједно са својим присталицама, враћа се у странку, али и даље води борбу против Пашића, посебно по питањима односа према Хрватима. Петровић је упорно покушавао да оствари ближу сарадњу са Стјепаном Радићем, док је Пашић био неповерљив према њему и његовој Хрватској сељачкој странци. Био је близак регенту Александру Карађорђевићу.
У два наврата био је министар унутрашњих дела. Први пут за време владе Николе Пашића, од 30.5./12.6.1907. до 30.3./12.4.1908. године. Овај мандат завршио се неславно, пошто је против њега подигнута оптужница, после афере око убиства Милана Новаковића и Максима Новаковића, присталица династије Обреновића и противника Црне руке. Дебата је вођена у Скупштини у три наврата, и окончана је одбацивањем предлога оптужбе 1911. године. Након уласка у владу Љубомира Давидовића у јулу 1924, искључен је из странке следећег месеца.
После раскида са Николом Пашићем године и након смрти вође групе Стојана Протића, постао је председник главног одбора „Независних радикала“, мале и готово безначајне групе у Скупштини, који су предлагали компромис са Хрватима.
Други пут је изабран за министра у влади Краљевине Срба, Хрвата и Словенаца, на челу са Љубомиром Давидовићем. 1924. године. Ову владу чинио је такозвани "Блок народног споразума", сачињен од Демократске странке, Словенске људске странке Антона Корошеца и Југословенске муслиманске организације Мехмеда Спахе, а владу је подржавала Хрватска сељачка странка Стјепана Радића. Био је то покушај стварања праве југословенске владе, али она се одржала само од 27. јула до 6. новембра 1924. године.
Последњи пут је биран за посланика 1925. године, али његов политички утицај од тада знатно слаби. Његови покушаји да се врати у Радикалну странку били су безуспешни. Умро је у Београду 22. фебруара 1933. године.